# 28864 Franciscocordova
28864 Franciscocordova è un asteroide della fascia principale. Scoperto nel 2000, presenta un'orbita caratterizzata da un semiasse maggiore pari a 2,587966 UA e da un'eccentricità di 0,097875, inclinata di 14,175659° rispetto all'eclittica.